# Bilbil łuskowany
Bilbil łuskowany (Rubigula squamata) – gatunek małego ptaka z rodziny bilbili (Pycnonotidae), zamieszkujący Azję Południowo-Wschodnią. Bliski zagrożenia wyginięciem.

## Systematyka
Takson ten jest przez część autorów umieszczany w rodzaju Rubigula, inni zaliczają go do Ixodia; oba te rodzaje zostały wydzielone z Pycnonotus.
Wyróżniono trzy podgatunki R. squamata:
- R. squamata webberi (Hume, 1879) – Półwysep Malajski i Sumatra,
- R. squamata squamata (Temminck, 1828) – Jawa,
- R. squamata borneensis (Chasen, 1941) – Borneo.

## Rozmiary
Długość ciała 14–16 cm; masa ciała 19–23 g (podgatunek webberi), 22–24 g (borneensis).

## Występowanie
Występuje w Brunei, Indonezji, Malezji, skrajnie południowej Mjanmie i Tajlandii. Jego naturalnym środowiskiem występowania są tropikalne i subtropikalne zarośla i lasy nizin.

## Status
Międzynarodowa Unia Ochrony Przyrody (IUCN) od 2000 roku uznaje bilbila łuskowanego za gatunek bliski zagrożenia (NT, near threatened); wcześniej, od 1988 roku miał on status gatunku najmniejszej troski (LC, least concern). Liczebność populacji nie jest dokładnie znana, aczkolwiek ptak ten opisywany jest jako szeroko rozpowszechniony i lokalnie dość pospolity, choć na Borneo jest zwykle rzadki. Trend liczebności populacji uznaje się za spadkowy. Głównym zagrożeniem dla gatunku jest postępujące wylesianie.